# Prada
Prada là một nhãn hiệu thời trang của Ý chuyên về các sản phẩm cao cấp cho nam và nữ (giày dép, túi xách, phụ kiện thời trang...), nhãn hiệu Prada được thành lập bởi Mario Prada năm 1913.
Prada được xem là một trong những nhà thiết kế có ảnh hưởng nhất trong ngành công nghiệp thời trang. Cũng giống như những thương hiệu thời trang khác, Prada phải đấu tranh chống lại hàng nhái và đảm bảo hàng chính hãng từ các cửa hàng chính thức của hãng trên thế giới cũng như những cửa hàng online trên mạng.

## Lịch sử

### Cơ sở
Ban đầu các cửa hàng bán đồ da, được thành lập vào năm 1913 bởi Mario Prada và anh trai Martino tại Milan, Ý.
Mario Prada không tin rằng phụ nữ có thể kinh doanh do đó ông ngăn cản việc các người phụ nữ trong gia đình tham gia vào công việc của công ty. Nhưng con trai ông không có tài kinh doanh nên người kế nghiệm của Prada là con gái của ông Luisa Prada và đã điều hành công ty trong vòng 20 năm. Con gái riêng của Luisa, Miuccia Prada vào làm cho Prada và thay thế vị trí của mẹ mình vào năm 1978.
Miuccia gặp Patrizio Bertelli vào năm 1977 một người Ý làm trong lĩnh vực kinh doanh đồ da ở tuổi 17, sau đó ông cũng gia nhập công ty. Ông là người đã đưa ra lời khuyên với Miuccia nên dừng nhập khẩu da từ anh và thay đổi phong cách hiện có.

### Prada đi lên đỉnh cao của thời trang
Miuccia thừa kế công ty vào năm 1978 lúc đó doanh số bán hàng đã lên đến 450.000 USD. Cùng với Bertelli làm quản lý kinh doanh, Miuccia đã cho những ý tưởng của mình vào trong các bộ sưu tập của hãng. Bà cho ra đời bộ sưu tập của mình gồm có balo và túi xách, nó không được thành công như mong đợi do quảng cáo ít và có giá quá cao, nhưng đây cũng có thể coi là những bước đầu trong sự thành công trong thương mại của hãng về sau này.
Sau đó, Miuccia và Bertelli tìm ra các địa chỉ bán buôn cho túi xách trong các của hàng bách hóa cao cấp và các cửa hàng thời trang trên thế giới. Vào năm 1983, Prada mở cửa hàng thứ hai tại Milan, cửa hàng này được đặt trong khu Galleria Vittorio Emanuele II.
Năm sau, Prada cho ra mắt thêm các mẫu túi chất liệu nylon có màu đen đặc trưng của hãng. Cùng năm đó, ngôi nhà Prada được mở rộng ra khắp các nơi trên khắp châu Âu bằng sự có mặt của mình tại các khu mua sắm của các thành phố Paris, Madrid và sau đó là sang New York. Một bộ sưu tập giày cũng được ra mắt vào năm 1884. Năm 1885, Miuccia phát hành "Túi xách Prada cổ điển".
Năm 1987, Miuccia và Bertelli kết hôn, Miuccia cho ra mắt bộ sưu tập Ready-to-Wear cho nữ lần đầu tiên vào năm 1989.

### Thập niên 1990
Thời trang Prada trở thành một trong những nhãn hiệu thời trang cao cấp, các sản phẩm của hãng hều hết đều sử dụng loại vải cao cấp sang trọng với những màu chủ đạo chính là đen, nâu, xám, và màu kem.
Doanh số bán hàng của hãng đạt được 31,7 triệu đô ở Mỹ vào năm 1990. Partrizio di Marco trở thành người phụ trách phát triển kinh doanh tại Hoa Kỳ sau khi làm việc cho các cửa hàng của Prada tại châu Á, ông đã đem lại nhiều thành công cho công ty.
Năm 1992, Miuccia thành lập nhãn hiệu Miu Miu. Miu Miu chủ yếu phục vụ cho đối tượng người tiêu dùng trẻ, hay những người nổi tiếng. Đến năm 1993, Prada được Hội đồng thiết kế thời trang Mỹ trao tặng giải thưởng cho các phụ kiện của hãng.
Bộ sưu tập thời trang may sẵn dành cho đàn ông được ra mắt vào giữa những năm 1990 và 1994. Doanh số bán hàng đạt 210 triệu USD, với doanh số bán các bộ trang phục tăng đến 20%(dự kiến tăng gấp đôi vào năm 1995). Prada dành một giải thưởng của CDFA vào năm 1995 đó là giải "Thiết kế của năm". Năm 1996 Nhãn hiệu này đã mở của hàng rộng 18,000 ft² tại Manhattan, New York, cửa hàng lớn nhất từ trước tới nay. Đến nay Prada có 40 điểm bán hàng trên khắp thế giới, trong đó có 20 cửa hàng nằm tại Nhật Bản. Miuccia Prada và công ty của Bertelli được sáp nhập để tạo thành Prapar BV vào năm 1996, tuy nhiên, sau đó được thay đổi thành Prada Patrizio Bertelli BV.
Năm 1997, Prada đăng doanh thu tại Mỹ đạt 674 triệu USD. Một cửa hàng được mở thêm ở Milan vào năm đó. Theo Wall Street Journal, Bertelli đập vỡ các cửa sổ của cửa hàng một ngày trước khi khai trương sau khi ông không hài lòng với các thiết kế của Prada. Ông cũng mua cổ phiếu của Gucci sau đó lại đổ lỗi cho Gucci "bắt chước kiểu dáng của vợ". Năm 1998, Prada mở cửa hàng dành cho nam đầu tiên ở Los Angeles.

## Một cái nhìn mới ở thế kỷ 21
Cuối thập niên 90 Prada bắt đầu rơi vào các khoản nợ với các công ty thời trang khác. Năm 2001 doanh số bán hàng chỉ tăng 295 triệu USD.
Đến năm 2006, Helmut Lang, Amy Fairclough, Jil Sander vốn thuộc sở hữu của Prada vào những năm cuối của thập niên 90 được bán. Jil Sander đã được bán cho công ty tư nhân Change Capital Partners. Theo Fortune, Betelli kế hoạch tăng doanh thu của công ty đến 5 tỷ USD vào năm 2010. Prada vẫn cố giảm mức lương phải chi trả cho các công nhân của mình bằng cách sử dụng người lao động đến từ Trung Quốc.

## Prada hiện tại

### Trên sàn catwalk
Prada, cùng với Calvin Klein và Gucci, được biết đến với việc sử dụng các người mẫu mới có tài năng từ đó mở ra sự nghiệp cho họ. Vị trí người mẫu độc quyền của Prada là một vị trí rất danh giá trong giới người mẫu. Các người mẫu của hãng gồm có Daria Werbowy, Gemma Ward, Suvi Koponen và Sasha Pivovarova những người đã xuất hiện trong sáu mùa quảng cáo liên tiếp của Prada vào show diễn Fall 2005.

### Cửa hàng Prada
- Bắc Mỹ
  - Atlanta (2011)

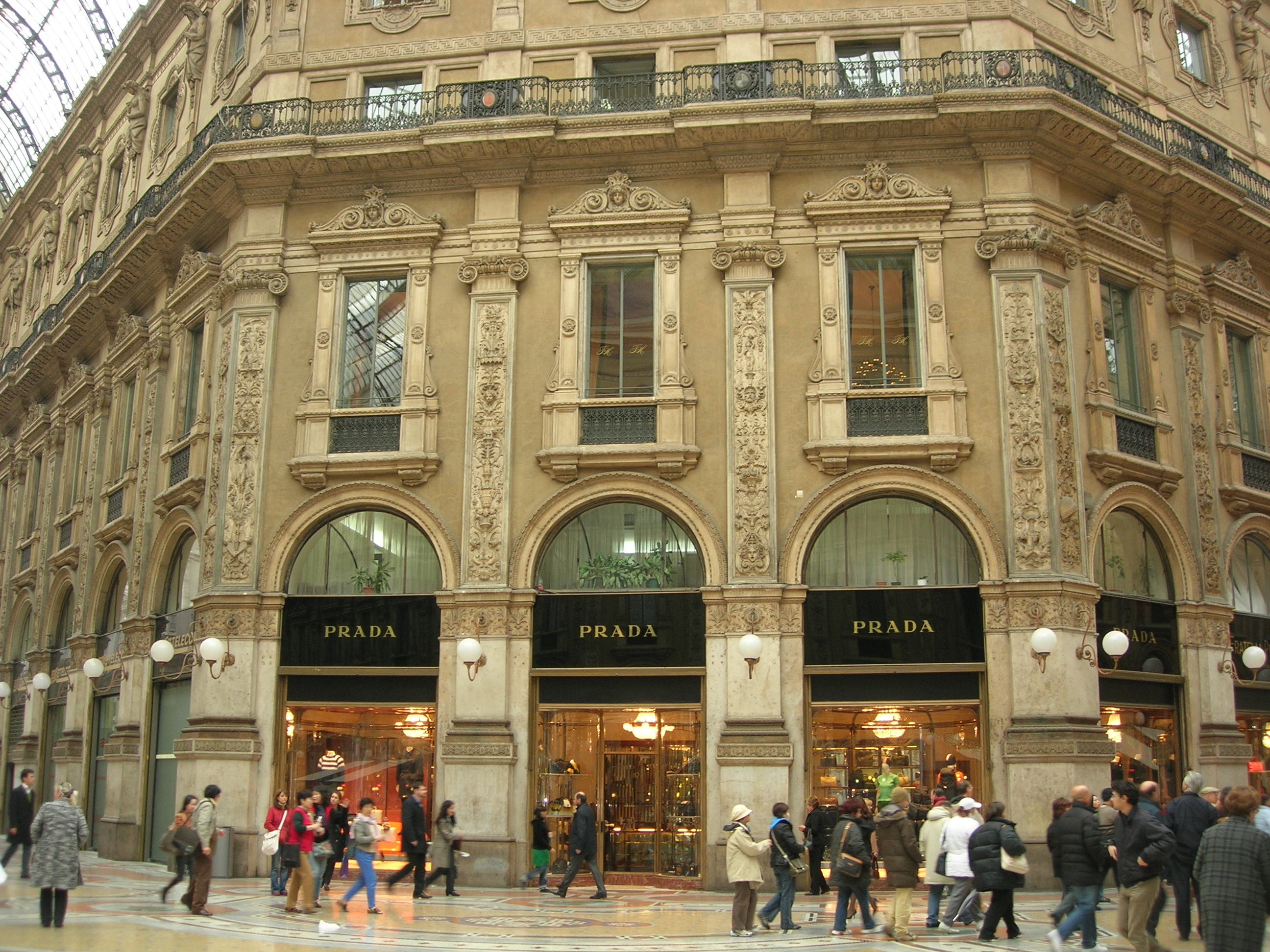
Cửa hàng của Prada tại Galleria Vittorio Emanuele II, Milan, Ý.

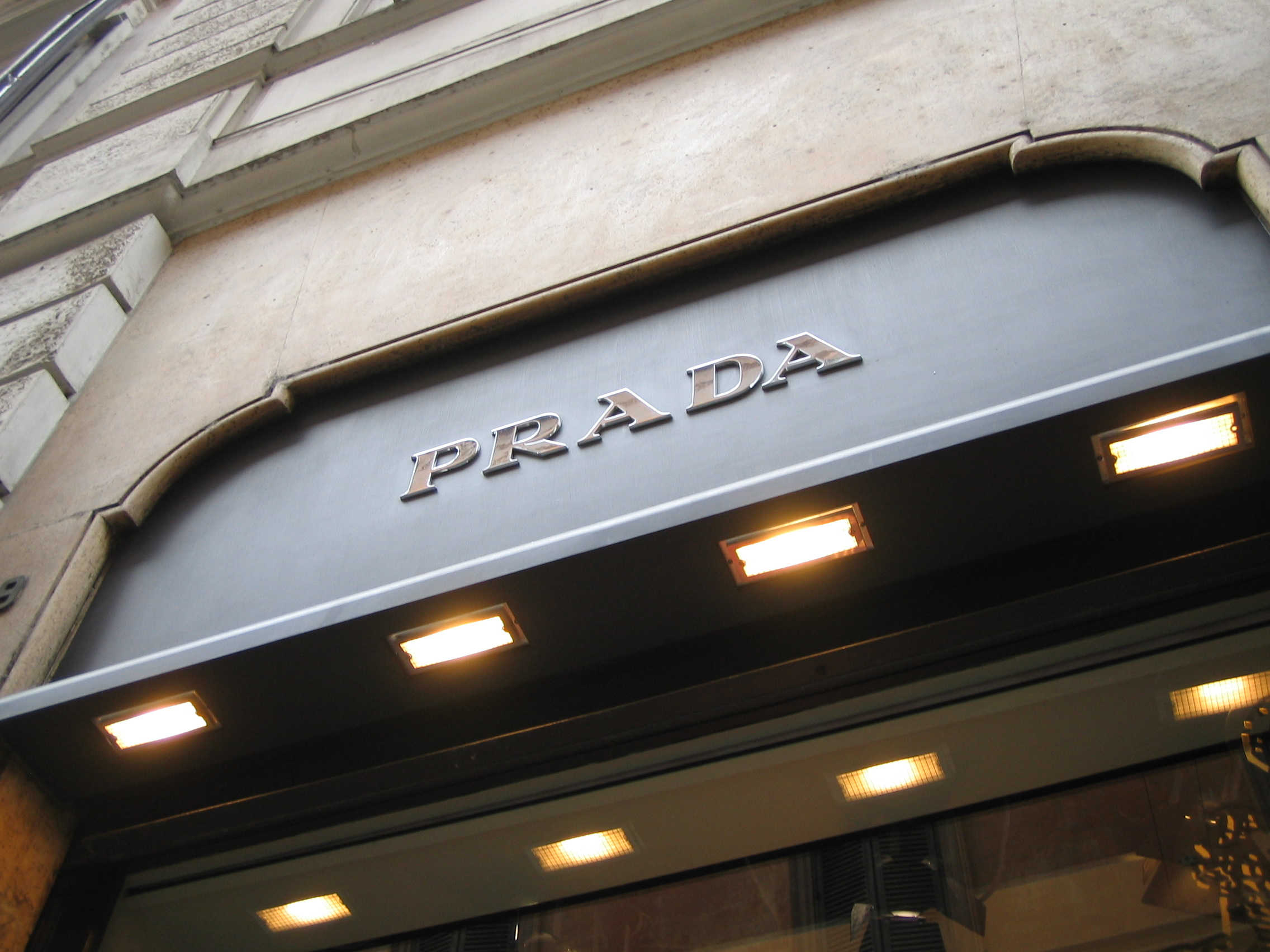
Một cửa hàng Prada tại Roma, Italy.

  - New York City (SoHo, Fifth Avenue và Madison Avenue)
  - Beverly Hills
  - Los Angeles
  - Costa Mesa (South Coast Plaza)
  - Chicago
  - San Francisco
  - San Diego (2011)
  - Bal Harbour (Bal Harbour Shops)
  - Las Vegas
  - Honolulu Ala Moana Center,
  - Waikiki
  - Aspen
  - Manhasset, New York
  - Toronto
- châu Âu
  - Milan
  - Roma
  - Florence
  - Capri
  - Venice
  - Naples
  - Forte dei Marmi
  - London
  - Paris
  - Praha
  - Monaco
  - Moskva
  - Athens
  - Viên
  - Düsseldorf
  - Frankfurt
  - Hamburg
  - Munich
  - Berlin
  - Madrid
  - Istanbul
  - Lisbon
- châu Á
  - Tokyo
  - Đài Loan 7 cửa hàng
  - Korea 22 cửa hàng
    - Prada Transformer

  - Kuala Lumpur
  - Jakarta, Indonesia
  - Singapore
  - Manila, Philippines
  - Bangkok, Thái Lan
  - Hong Kong
  - Trung Quốc: 7 cửa hàng
  - Qatar
- châu Đại Dương
  - Sydney, New South Wales
  - Melbourne, Victoria
  - Surfers Paradise, Queensland
  - Cairns, Queensland
  - Perth, Western Australia
  - Auckland

## Điện Thoại LG Prada
Vào tháng 5 năm 2007, Prada hợp tác với LG Electronics để sản xuất điện thoại LG Prada KE850.
Trong năm 2009, KF900 là thế hệ thứ hai của điện thoại đã được tung ra tại châu Âu. Với kết nối 3G, điện thoại có một bàn phím QWERTY trượt mới.
Cuối năm 2011, sản phẩm tiếp theo của sự hợp tác giữa hãng điện thoại Hàn Quốc LG với PRADA là chiếc điện thoại LG PRADA 3.0 với tên mã là P940 chạy trên hệ điều hành android 2.3. Với cấu hình mạnh mẽ và kiểu dáng tuyệt đẹp mang đúng phong cách thời trang của PRADA, LG PRADA 3.0 đã chiếm được cảm tình của những người yêu thích smartphone trên toàn thế giới.

## Hình ảnh

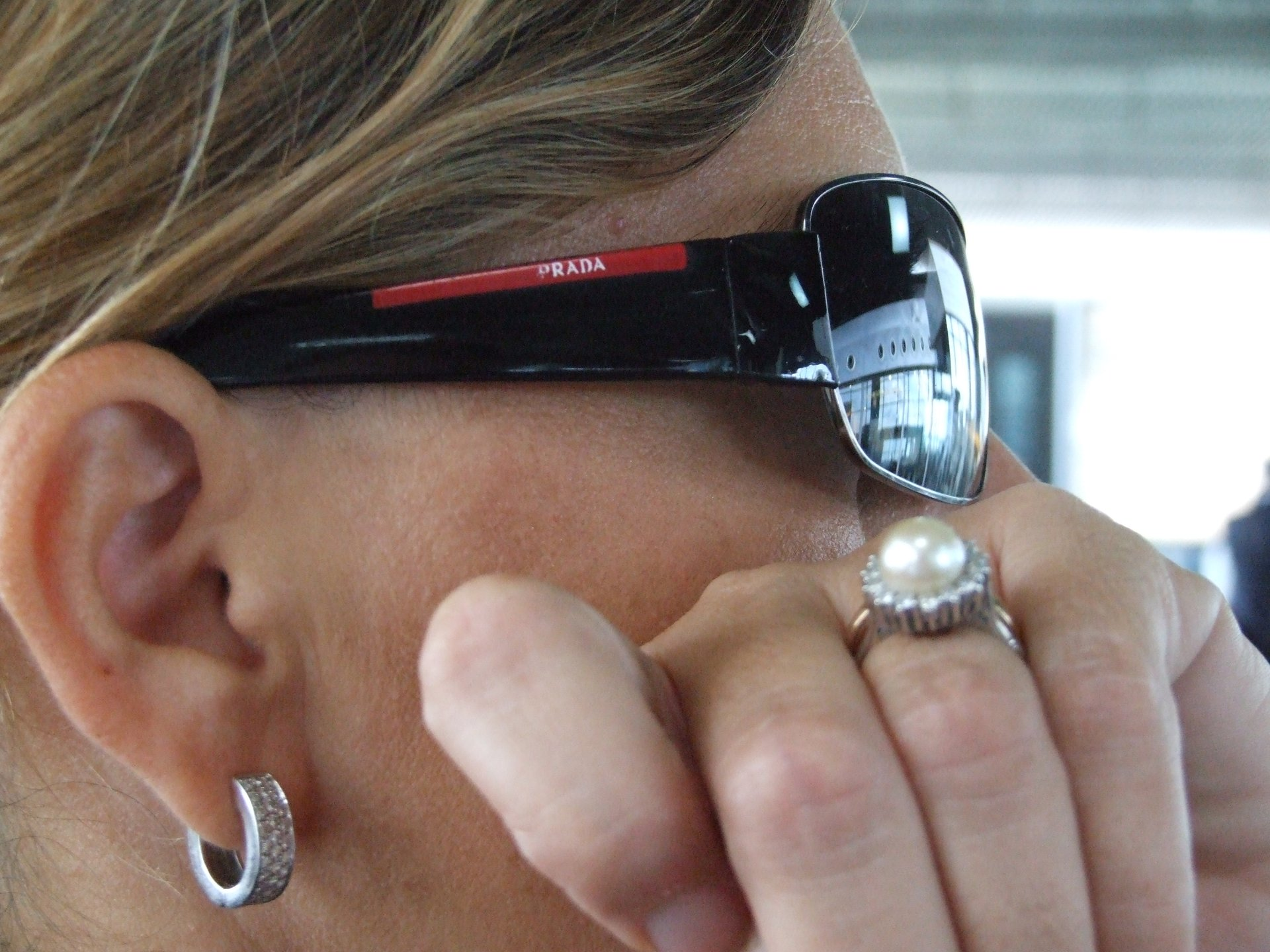
Kinh mát
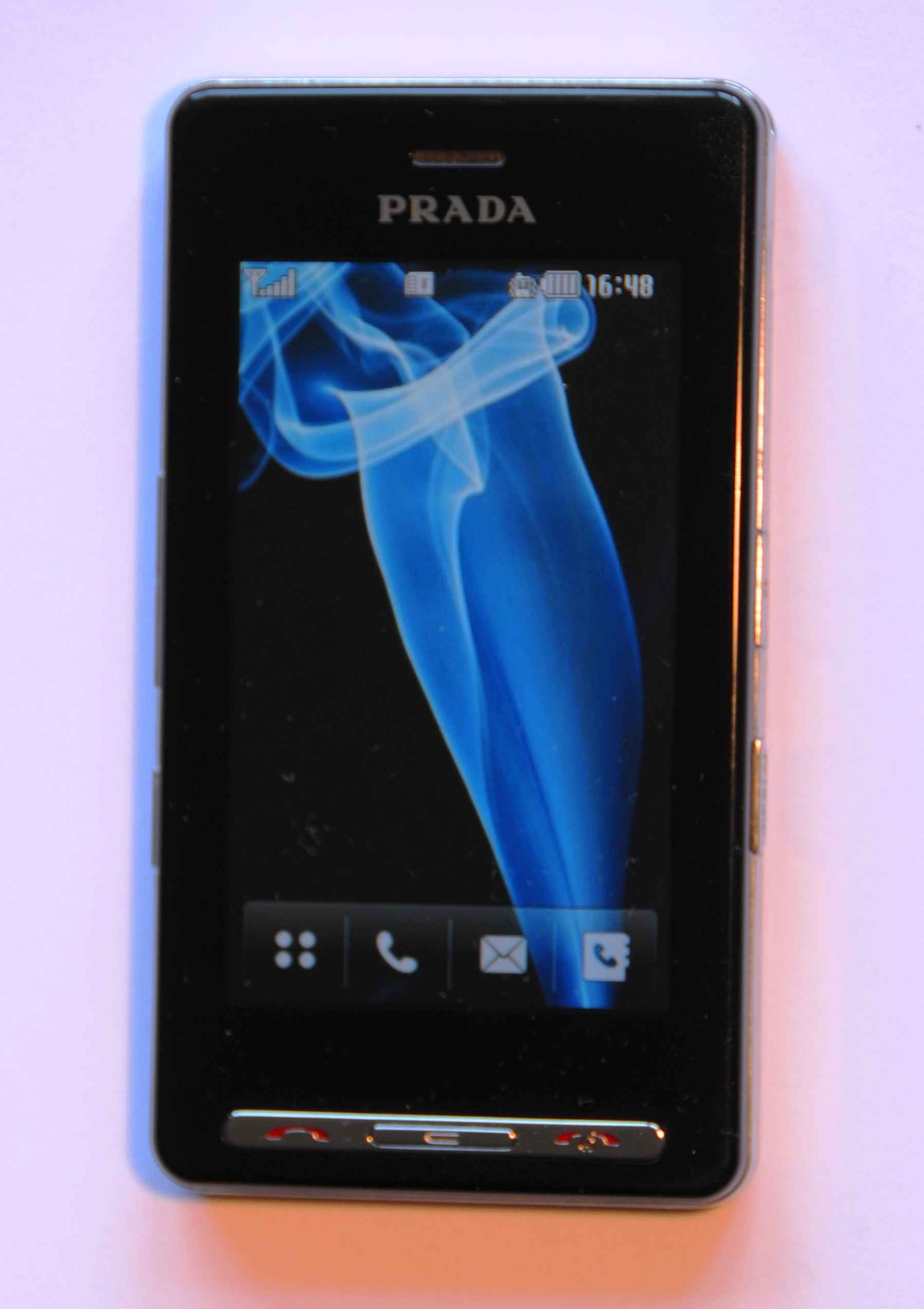
LG Prada KE850
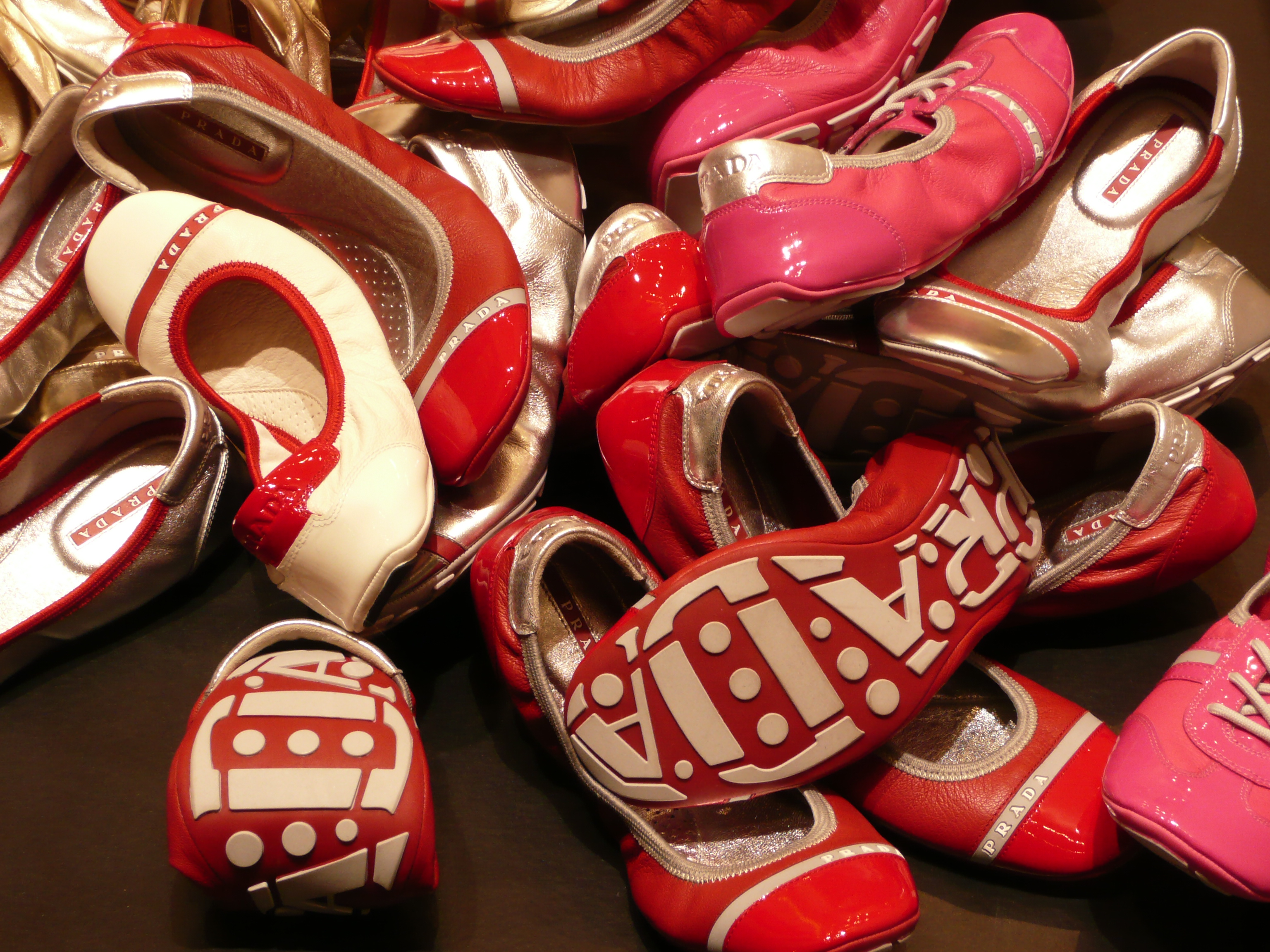
Giày hiệu Prada
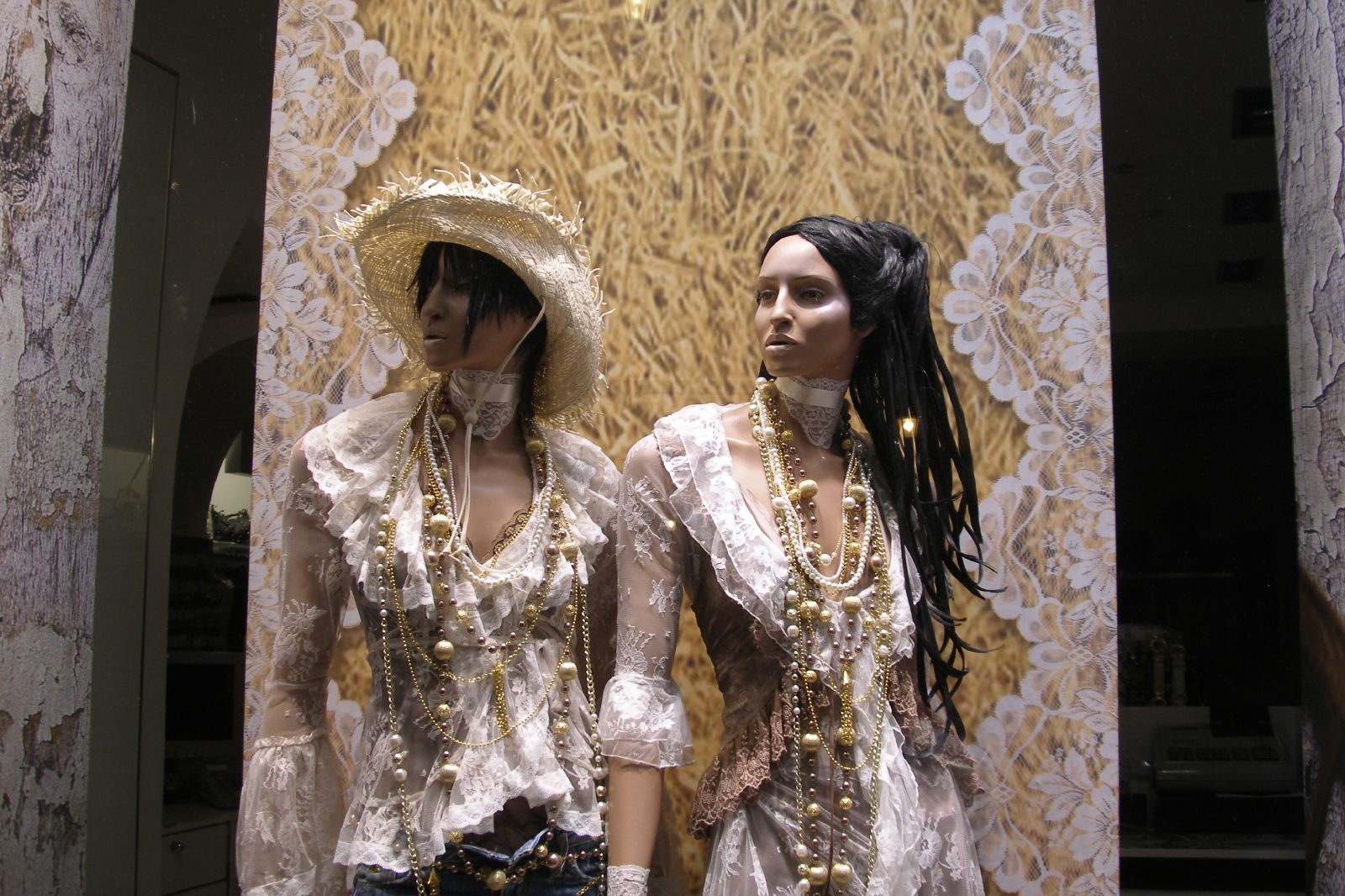
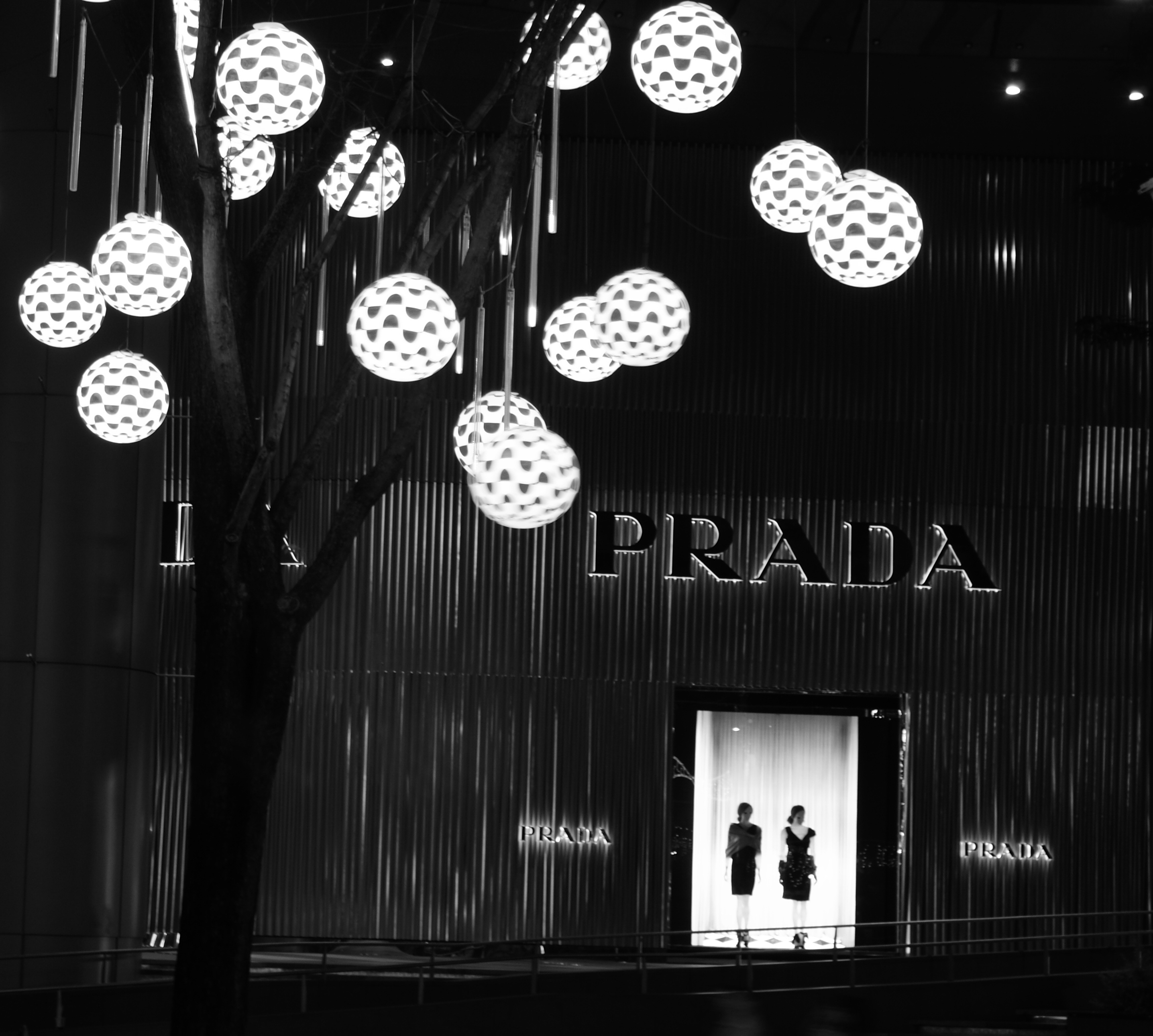
Cửa hàng tại Singapore